# Benthophilus svetovidovi
Benthophilus svetovidovi är en fiskart som beskrevs av Pinchuk och Ragimov, 1979. Benthophilus svetovidovi ingår i släktet Benthophilus och familjen smörbultsfiskar. Inga underarter finns listade.

## Bildgalleri

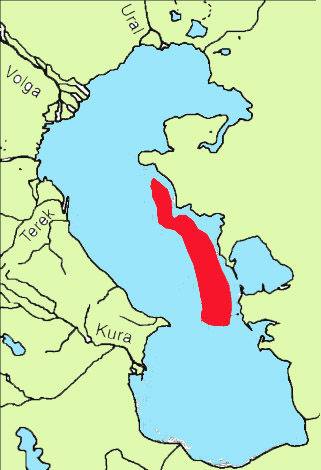